# Хесус Анхель Гарсія
Хесус Анхель Гарсія Брагадо (ісп. Jesús Ángel García Bragado; нар. 17 жовтня 1969) — іспанський легкоатлет, який спеціалізувався на спортивній ходьбі.

## Спортивні досягнення
Учасник змагань з ходьби на 50 кілометрів на восьми Олімпіадах, з яких найуспішнішими були Ігри 2008 року в Пекіні — 4-е місце. Інші виступи: 5-е місце (2004), 10-е місце (1992), 12-е місце (2000), 19-е місце (2012), 20-е місце (2016) та 35-е місце (2021). На Іграх 1996 року зійшов з дистанції.
Учасник змагань з ходьби на 50 кілометрів на 13 чемпіонатах світу, на яких виборов золоту (1993) та три срібні (1997, 2001, 2009) медалі. Інші місця: 5-е (1995), 6-е (2003), 8-е (2019), 9-е (2015) та 12-е (2013). На трьох чемпіонатах (2005, 2007, 2011) був знятий з дистанції за порушення правил ходьби, а у 1999 — зійшов з дистанції.
Учасник змагань з ходьби на 50 кілометрів на 13 кубках та командних чемпіонатах світу зі спортивної ходьби, на яких в особистому заліку здобув одну перемогу (1997) та ще двічі був другим (1993, 1995). Інші місця в особистому заліку: 4-е (1999), 5-е (2010), 6-е (2004, 2006, 2012), 14-е (2008), 18-е (2018) та 20-е (2014). Крім цього, в 2002 був знятий з дистанції рішенням суддів, а у 2016 — не дістався фінішу. В командному заліку змагань на дистанції 50 кілометрів має в активі одне золото (2006), три срібла (1993, 1999, 2008) та шість третіх місць (1995, 1997, 2004, 2008, 2014, 2016). Срібний призер «Трофею Лугано» (об'єднаного заліку Кубків світу на дистанціях 20 та 50 кілометрів) (1993).
Учасник змагань з ходьби на 50 кілометрів на 6 чемпіонатах Європи, на яких здобув срібну (2006) та бронзову (2002) нагороди. Інші місця: 4-е (1994), 5-е (2010) та 8-е (2014). У 1998 був знятий з дистанції за порушення правил ходьби.
Учасник змагань з ходьби на 50 кілометрів на 11 кубках Європи зі спортивної ходьби, на яких в особистому заліку здобув три перемоги (1996, 2000, 2001) та ще двічі був другим (1998, 2009). Інші місця в особистому заліку: 6-е (2007), 11-е (2013), 14-е (2005, на дистанції 20 км), 15-е (2019) та 19-е (2021). У 2015 був дискваліфікований за порушення правил ходьби. В командному заліку змагань має в активі дві перемоги (1996, 1998) та шість других місць (2000, 2001, 2005, 2007, 2009, 2019).
Чотириразовий чемпіон Іспанії з ходьби на 50 кілометрів (1997, 2000, 2007, 2012).

## Визнання
- Спортсмен року в Іспанії (1992)
- Легкоатлет року в Іспанії (1993, 2009)